# (73847) 1996 RA19
1996 أر أي 19 (ويعرف أيضًا باسم (73847) 1996 أر أي 19 وفق تسمية الكوكب الصغير) (بالإنجليزية: 1996 RA19)‏ هو كويكب ضمن حزام الكويكبات؛ وترتيبه 73847 من حيث الاكتشاف.
اكتُشف هذا الجُرم الفلكي بواسطة سبيس واتش في 15 سبتمبر 1996.

## وصلات خارجية
- (73847) 1996 RA19 في قاعدة بيانات مختبر الدفع النفاث لأجرام النظام الشمسي الصغيرة

- الاكتشاف · مخطط المدار ·  العناصر المدارية · المعلمات المادية

- (73847) 1996 RA19 على موقع ويكي سكاي: DSS2, SDSS, GALEX, IRAS, Hydrogen α, X-Ray, Astrophoto, Sky Map, Articles and images